# Grace Harris
Grace Margaret Harris (* 18. September 1993 in Ipswich, Australien) ist eine australische Cricketspielerin die seit 2015 für die australische Nationalmannschaft spielt.

## Aktive Karriere
Ihr Debüt in der Nationalmannschaft gab sie im Sommer 2015 auf der Tour in Irland, als sie in ihrem ersten WTwenty20 2 Wickets für 15 Runs erzielte. Ihr Debüt im WODI absolvierte sie bei der Tour gegen Indien im Februar 2016. Bei der folgenden Tour in Neuseeland konnte sie im ersten WODI 3 Wickets für 32 Runs erzielen. Im November 2016 erzielte sie gegen Südafrika 3 Wickets für 31 Runs. In der Folge wurde sie zunächst nicht mehr in die Nationalmannschaft berufen und spielte unter anderem für die Brisbane Heat in der Women’s Big Bash League. Nachdem sich Beth Mooney verletzte wurde sie im Januar 2022 bei der Tour gegen England für die Twenty20-Serie wieder ins Team berufen. Daraufhin folgte auch die Nominierung für den Women’s Cricket World Cup 2022, bei dem sie jedoch keinen Einsatz erhielt. Auch war sie Teil des Teams bei den Commonwealth Games 2022 und ihre beste Leistung dort waren 37 Runs im Eröffnungs-Spiel gegen Indien.